# Cercanías di Siviglia
Le Cercanías di Siviglia (in spagnolo Cercanías Sevilla) sono il servizio ferroviario suburbano (Cercanías) che serve la città spagnola di Siviglia.

## Rete
La rete si compone di 5 linee:
- C-1 Lebrija - Utrera - Dos Hermanas - Santa Justa - Lora del Río
- C-2 Santa Justa - Cartuja
- C-3 Santa Justa - Cazalla - Constantina
- C-4 linea circolare
- C-5 Virgen del Rocío - Santa Justa - Benacazón